# Bothal Demesne
Bothal Demesne var en civil parish 1866–1935 när det uppgick i Ashington, i grevskapet Northumberland i England. Civil parish var belägen 4 km från Morpeth och hade 155 invånare år 1931. Det inkluderade byn Bothal.